# Swainsona leeana
Swainsona leeana là một loài thực vật có hoa trong họ Đậu. Loài này được J.Z.Weber miêu tả khoa học đầu tiên.